# Verona Challenger 1989
Il Verona Challenger 1989 è stato un torneo di tennis facente parte della categoria ATP Challenger Series nell'ambito dell'ATP Challenger Series 1989. Il torneo si è giocato a Verona in Italia dal 28 agosto al 3 settembre 1989 su campi in terra rossa.

## Vincitori

### Singolare
José Manuel Clavet ha battuto in finale  José Luis Aparisi con il punteggio di 7–6, 7–6

### Doppio
Francisco Clavet /  José Manuel Clavet hanno battuto in finale  Corrado Aprili /  Bruce Derlin con il punteggio di 7–5, 6–4